# Rico Vonck
Rico Vonck (Roermond, 12 marzo 1987) è un ex giocatore di freccette olandese. Soprannominato Sparky dai tifosi, risiede attualmente a Posterholt, nella provincia del Limburgo.

## Carriera
Si qualificò nel 2007 al World Darts Championship della PDC grazie alla rinuncia di Michael van Gerwen (1º nella graduatoria nazionale), il quale decise di partecipare alla versione organizzata dalla BDO.
Vonck, non ancora professionista a tutti gli effetti, era solo diciannovenne e si guadagnava da vivere come decoratore. Vinse il primo turno contro il numero 16 della graduatoria mondiale Mark Walsh, e proseguì battendo anche Brian Cyr (proveniente dal tabellone di qualificazione). Si arrese solo a Raymond van Barneveld agli ottavi, perdendo 0-4.